# Schaqui
Schaqui o Shaqui es una localidad del departamento San Blas de los Sauces, provincia de La Rioja, Argentina.

## Características de la localidad
Se accede a través de la Ruta Nacional 40, que en el área urbana constituye el eje o calle principal.
Schaqui dispone de un centro de atención primaria en salud. Dada su proximidad a otras localidades del departamento,dispone de institutos de educación e iglesia.
Su Santo Patrono SAN ISIDRO LABRADOR.
Hacia el este de la localidad de extiende la quebrada de Hualco, que, a pesar de su gran potencial turístico, solo ofrece algunos servicios elementales.
A escasa distancia de la localidad, hacia la parte superior de la quebrada de Hualco y dentro de la estructura de la sierra de Velasco se encuentra el pucará del sitio arqueológico de Hualco. Se trata de las ruinas de una ciudadela de la cual quedan las partes inferiores de los muros de pirca de un conjunto de unas 150 construcciones, que datan presumiblemente del siglo XI de nuestra era. En el lugar hay un centro de interpretación construido con materiales y técnicas del lugar, donde se conservan elementos tales como vasijas, herramientas y puntas de flecha hallados entre las ruinas.

## Población
Según los datos del censo del año 2010, la población de Schaqui era de 438 habitantes. Esto representa un leve descenso respecto de los 498 habitantes informados en el censo del año 2001.

## Sismicidad
La sismicidad de la región de La Rioja es frecuente y de intensidad baja, y un silencio sísmico de terremotos medios a graves cada 30 años en áreas aleatorias.